# Азовское генерал-губернаторство
Азовское генерал-губернаторство —  генерал-губернаторство Русского царства с центром в городе Азов. Существовало в период с 18 декабря 1708 г. до 12 (23) июля 1711 г..

## История
Азовское генерал-губернаторство было создано 18 декабря 1708 г., в неё входила Азовская губерния.
Азовское генерал-губернаторство было упразднено 12 (23) июля 1711 г. подписанием Прутского мирного договора.

## Генерал-губернатор
Глава Азовского генерал-губернаторства — генерал-губернатор, назначался императором.
| Портрет | Имя                       | Начало службы      | Конец службы         |
| ------- | ------------------------- | ------------------ | -------------------- |
|         | Апраксин, Фёдор Матвеевич | 18 декабря 1708 г. | 12 (23) июля 1711 г. |